# José Quirante
José Quirante Pineda (ur. 1883, zm. 1964) – hiszpański piłkarz (pomocnik) i trener piłkarski.